# Hello, I Love You
„Hello, I Love You“ je píseň americké skupiny The Doors, která vyšla v červnu 1968 jako singl k albu Waiting for the Sun. Demo písně z roku 1965 později vyšlo na albu Essential Rarities. Skladba byla několikrát přezpívána např. The Cure či Eurythmics.
V hudebním žebříčku Billboard se skladba vyšplhala na 1. místo, čímž byla společně s písní „Light My Fire“ jedinou skladbou skupiny, které se to podařilo.